# Mixco Viejo

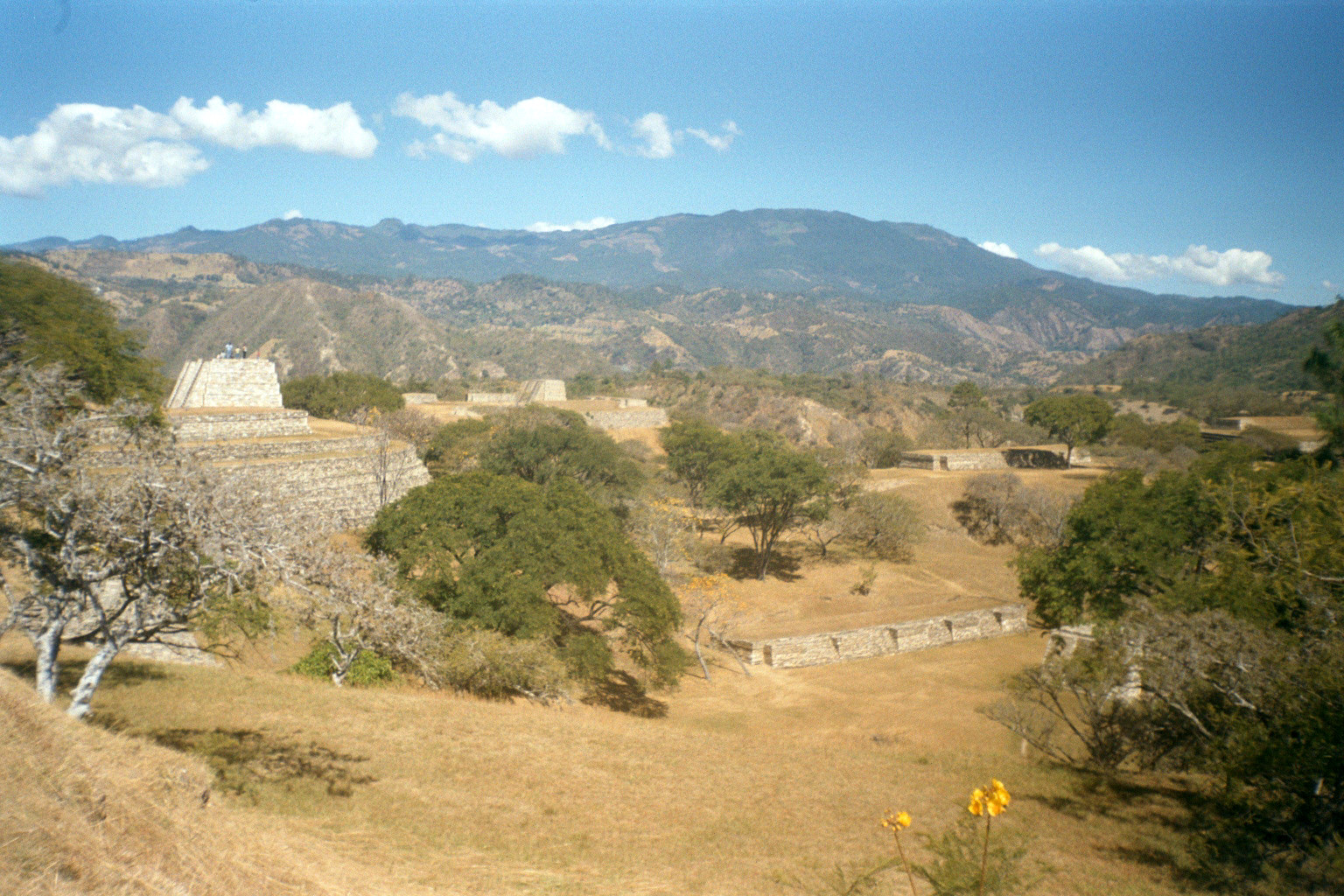
Widok na Mixco Viejo

Mixco Viejo lub Mixco Viejo (Jilotepeque Viejo) – postklasyczne stanowisko archeologiczne cywilizacji Majów położone w północno-wschodniej części departamentu Chimaltenango w Gwatemali, około 50 kilometrów na północ od miasta Gwatemala.

## Identyfikacja
Podobnie jak w przypadku niektórych stanowisk archeologicznych Majów, również w kwestii Mixco Viejo doszło do błędnych interpretacji historycznych. W konsekwencji doprowadziło to do zamieszania i utrudniło badania, ponieważ nazwą „Mixco Viejo” często określa się dwa stanowiska, choć dla rozróżnienia dzieli się je na:
Mixco Viejo (Chinautla Viejo) będące stolicą królestwa Majów Poqomam, które zostało zniszczone przez hiszpańskich konkwistadorów w 1525 roku. Jej ruiny znajdują się w pobliżu stolicy Gwatemali.
Mixco Viejo (Jilotepeque Viejo) stolica Majów Akahal-Chajoma, mówiących w języku kaqchikel założona około 1450 roku. Położona jest około 50 kilometrów na północ od miasta Gwatemala.
W wyniku błędnej identyfikacji stolica Majów Akahal-Chajoma została uznana za stolicę Poqomam. Mimo że stanowisko zostało dobrze opisane to uzyskane dane archeologiczne wskazywały na historyczny związek z innym miejscem. Wątpliwości dotyczące poprawnej identyfikacji stanowiska zostały podniesione przez Roberta M. Carmacka, który zauważył, że domniemana stolica Poqomam nie znajduje się w obszarze językowym Poqomam, ale raczej w obszarze językowym ludu Kaqchikel. Poqomamie, którzy po zniszczeniu stolicy przez Hiszpanów, zostali osiedleni w nowej kolonialnej osadzie Mixco, słynęli produkcji polichromowanej ceramiki. Dowodów na jej produkcję w przypisywanym im miejscu jednak nie odnaleziono, a ruiny uznano za zbyt odległe od kolonialnego Mixco.
Miejsce znane obecnie jako Mixco Viejo, a które uważane było za stolicę Poqomam, Majowie Akahal-Chajoma nazywali Chuapec Kekacajol Nima Abaj, Zakicajol i Nimcakajpec.

## Opis

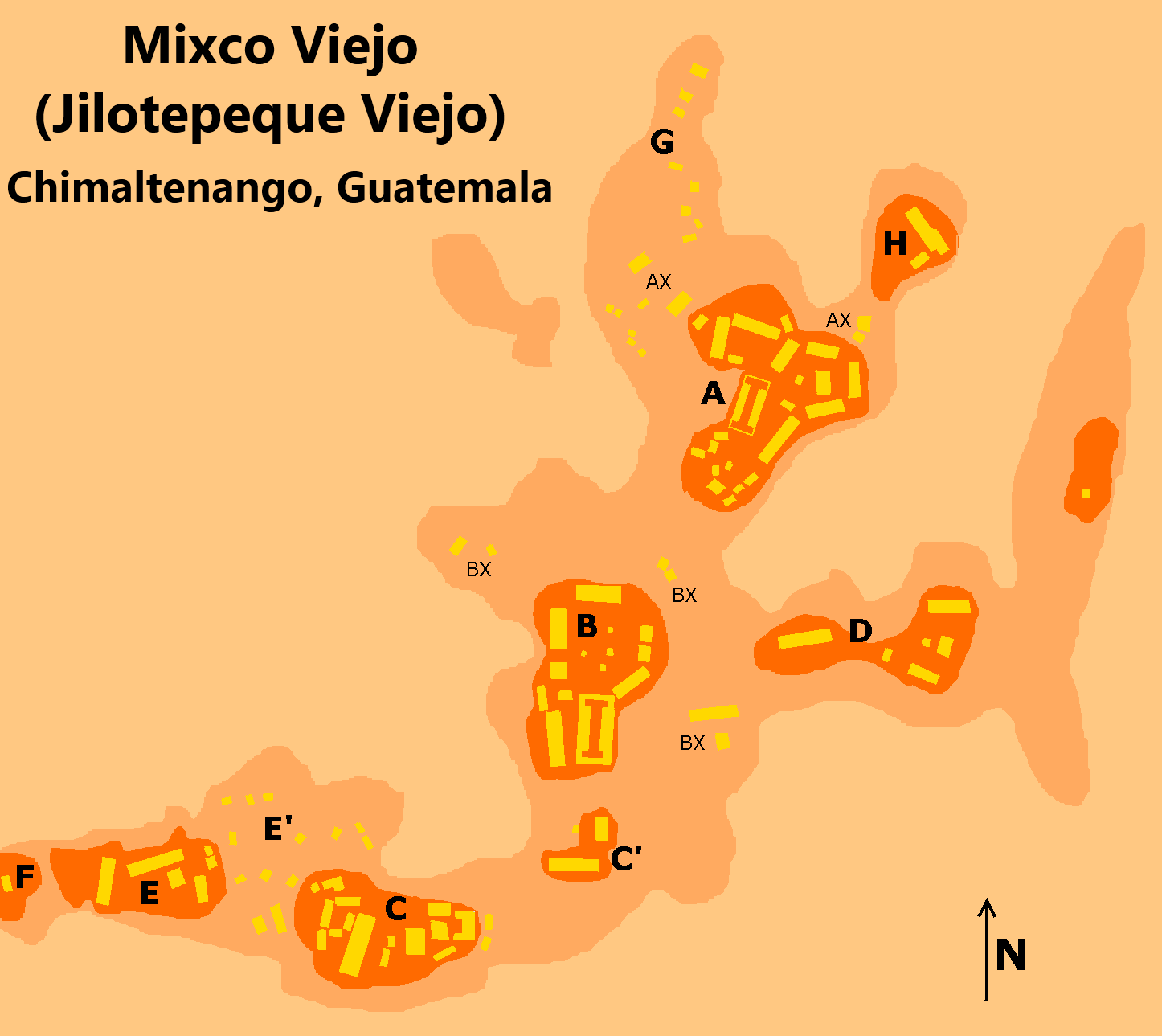
Mapa stanowiska z oznaczonymi grupami architektonicznymi

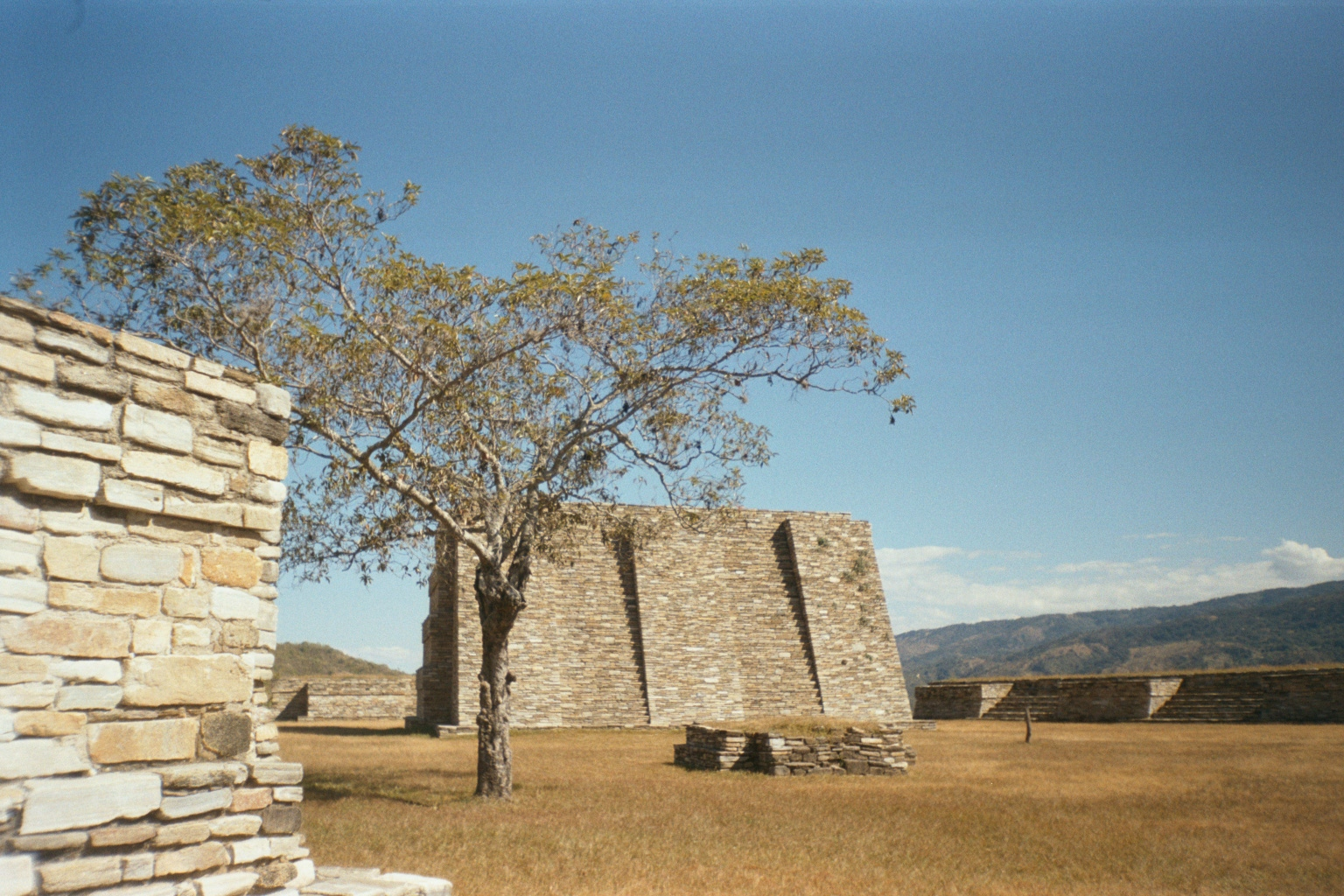
Widok na Grupę A

Stanowisko położone jest w północno-wschodniej części departamentu Chimaltenango w gminie San Martín Jilotepeque. Rozciąga się na długości 1 kilometra wzdłuż stromego wzgórza o wysokości 880 metrów otoczonego wąwozami. W mieście znajduje się około 120 struktur takich jak: świątynie, ołtarze, dwa boiska do gry w piłkę i platformy, które pochodzą z późnego okresu postklasycznego.  Architektonicznie podzielone są na szereg grup i podgrup, oznaczonych przez archeologów literami od A do L. Natomiast podgrupy znajdujące się poza murami miasta oznaczone są dodatkowo literą X lub apostrofem (np. A-X, C’).

## Historia
Około 1450 roku Majowie Akahal-Chajoma, pod wodzą króla Lajuj No'ja, przenieśli się z Ochal do Mixco Viejo (Jilotepeque Viejo), aby zabezpieczyć swoją stolicę przed wrogimi sąsiadami. Mimo tego zostali pokonani przez Iximché, a miasto stało się częścią królestwa Kaqchikel.
Około XIII wieku przebudowano jedną z części miasta tzw. Grupę A, wznosząc nowy mur oraz taras pod nowe budowle. Ponieważ w mieście znajdowały się dwa boiska do gry w piłkę możliwe, że było ono jej regionalnym centrum w okresie postklasycznym. Na obszarze gminy San Martín Jilotepeque nie zidentyfikowano żadnego innego boiska z tego okresu, choć przypuszcza się, że trzy z czterech boisk z okresu klasycznego znajdujących się w innych miejscach pozostawały w użyciu.
Na krótko przed hiszpańskim podbojem miasto pod wodzą Achi Q'alela zbuntowało się przeciwko Kaqchikelom z Iximché. Przypuszczalnie jednak doszło do zawarcia pokoju i wspólnego sprzymierzenia się z Hiszpanami. Władcy Iximché postanowili wejść w sojusz z Hiszpanami i pomóc im w pokonaniu sąsiedniego królestwa Tzʼutuhil. Konkwistadorzy zatrzymali się w Iximché jedynie na krótko, po czym ruszyli w dalej. Do stolicy Kaqchikelów powrócili 23 lipca 1524 roku. Szybko zaczęli domagać się w hołdzie złota, co pogorszyło dotychczasowy sojusz, a w ostateczności doprowadziło do jego zerwania i wojny. W wyniku tego część mieszkańców porzuciła miasto i uciekła do lasów oraz na wzgórza, a część schroniła się w Mixco Viejo (Jilotepeque Viejo). Kiedy Hiszpanie i je podbili, przenieśli mieszkańców do San Martín Jilotepeque, a samo miasto nie zostało już ponownie zasiedlone i popadło w ruinę.
Gwatemalski historyk i poeta Francisco Antonio Fuentes y Guzmáin wspomniał jeszcze o Mixco Viejo w swojej pracy Historia de Guatemala z 1690 roku. Kolejna wzmianka pochodzi z 1896 roku, kiedy to niemiecki geograf Karl Sapper odwiedził i zmapował ruiny, a ich krótki opis zawarł w opublikowanej dwa lata później broszurze Die Ruinen von Mixco, Guatemala.
W 1949 roku amerykański archeolog Augustus Ledyard Smith przeprowadził badania stanowisk w środkowej Gwatemali, który obejmował również Mixco Viejo. Wyniki swoich prac opublikował w 1955 roku w książce Archaeological Reconnaissance in Central America.
Trzy lata później w 1958 roku Jorge F. Guillemín opublikował wyniki badań jednej ze struktur. Zakrojone na szerszą skalę wykopaliska zostały podjęte w latach 1954-1967 przez Francusko-Gwatemalską Misję Archeologiczną, kierowaną przez archeologa Henri Lehmanna z Musée de l’Homme.
Podczas badań archeologicznych stanowisko zostało odrestaurowane, lecz silne trzęsienie ziemi w 1976 roku spowodowało znaczne uszkodzenia obiektów oraz zniszczyło część prac konserwatorskich.